# Francisco Pimentel (1588-1648)

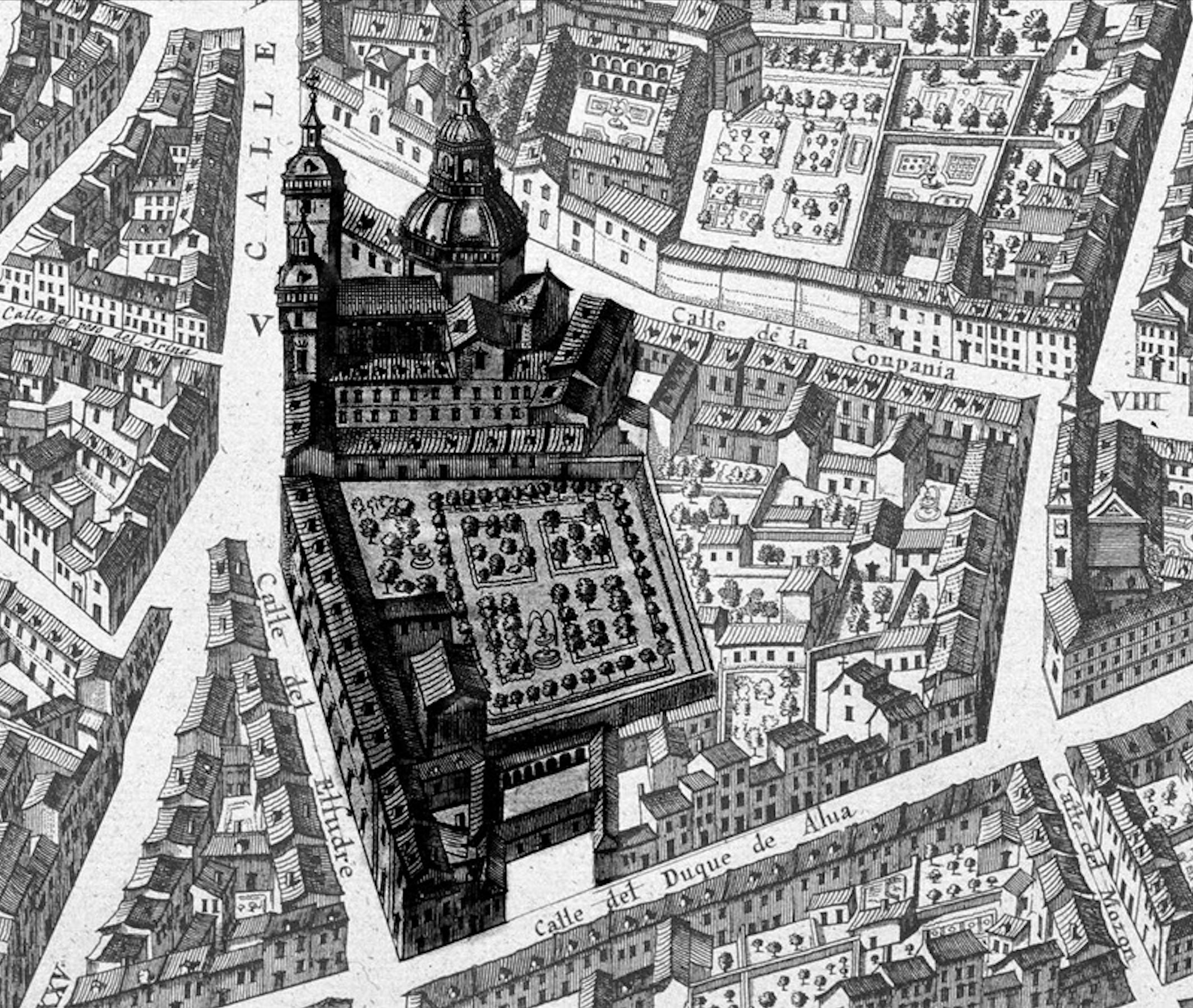
El Colegio Imperial de Madrid, del que fue rector Francisco y en el que fue enterrado. (Según el Plano de Teixeira, 1645)

Francisco Pimentel (1588-Madrid, 24 de septiembre de 1648) fue un jesuita y predicador español.

## Familia
Fue uno de los hijos del matrimonio formado por Juan Alonso Pimentel, VIII conde de Benavente y María de Requesens y Zúñiga. Tuvo varios hermanos y hermanas enteros:
1. Juan de Zúñiga Pimentel , nombrado I marqués del Villar de Grajanejos (1607).
2. Alonso Pimentel de Zúñiga, caballero de la Orden de Santiago y comendador de Castrorafe en esta orden.
3. Domingo Pimentel de Zúñiga (1585-1653), dominico, obispo de Osma (1630-1633), obispo de Córdoba (1633-1649) y arzobispo de Sevilla (1649-1653) y cardenal.
4. Diego Pimentel de Zúñiga, caballero de la orden de Alcántara, comendador de Mayorga, capitán general de Nápoles, casado con Magdalena de Guzmán y Zúñiga, III condesa de Villaverde de Madrid.
5. Fernando Pimentel de Zúñiga, arcediano de Cartagena.
6. Jerónimo Pimentel de Zúñiga y Requeséns, I marqués de Bayona casado con María Eugenia Bazán y Benavides,[4] IV marquesa de Santa Cruz .[4][5]
7. Manuel Pimentel de Zúñiga, caballero de la orden de Santiago, casado con Juana de Rojas Pereira, VI condesa de Feira.
8. Pedro (1594-1568) que fue también jesuita.
9. Enrique Pimentel de Zúñiga, caballero de la orden de Alcántara, canónigo y arcediano de Jaén, consejeros de los de Órdenes y de Inquisición. Después presidente del Consejo de Aragón y sucesivamente obispo de Valladolid y de Cuenca.
10. Mencía Pimentel de Zúñiga, casada con Fernando Álvarez de Toledo Portugal, VI conde de Oropesa.

Este fue el segundo matrimonio de sus dos progenitores. Con anterioridad su padre había estado casado con Catalina Vigil de Quiñones (-1574), VI condesa de Luna, merina mayor de León y de Asturias, hija de Luis Vigil de Quiñones, V conde de Luna. Fueron padres de los siguientes medio hermanos de Francisco:
1. Antonio Alonso Pimentel y Quiñones, VII conde de Luna y IX conde de Mayorga.
2. María Pimentel y Quiñones, casada con el hijo de la que sería segunda mujer de su padre: Luis Fajardo y Requeséns, IV Marqués de los Vélez y III Marqués de Molina.

Por su parte, su madre estuvo casada con Pedro Fajardo y Córdoba, III marqués de los Vélez; y II marqués de Molina. De este matrimonio, Francisco tendría un medio hermano, Luis Fajardo de Requeséns y Zúñiga, IV marqués de los Vélez y III marqués de Molina.

## Biografía
En 1605 estudiaba en la Universidad de Salamanca, donde llegó a ser rector como era habitual en la época en el caso de hijos de miembros de la alta nobleza.
Fue el encargado de predicar el sermón fúnebre en los funerales que hizo a Felipe III la Universidad de Salamanca. Años después, en 1627 fue nombrado predicador del rey. Fue también rector del Colegio Imperial de Madrid, importante institución educativa de los jesuitas en la villa y corte de Madrid.
Acompañó a Roma al embajador Juan Chumacero y su hermano Domingo Pimentel en 1637. Años después volvería a Roma acompañando al también jesuita Francisco Aguado, con motivo de la congregación general tras la muerte del general de la Compañía de Jesús, Vitelleschi; en que salió elegido Vincenzo Carafa.
Murió en 1648, siendo enterrado en el Colegio Imperial de Madrid.